# Святосельское сельское поселение
Святосе́льское се́льское поселе́ние — упразднённое муниципальное образование в составе Осташковского района Тверской области.
Образовано первоначально в 2005 году, включило в себя территорию Святосельского сельского округа, на территории поселения было 15 населённых пунктов.
21 марта 2013 года принят закон Тверской области о преобразовании путём объединения Щучьенского сельского поселения и Святосельского сельского поселения и создании вновь образованного муниципального образования Святосельское сельское поселение Осташковского района Тверской области.
На территории вновь образованного поселения находилось 24 населённых пункта. Центр поселения — село Святое.
Законом Тверской области от 17 апреля 2017 года № 27-ЗО, все муниципальные образования Осташковского района были преобразованы в Осташковский городской округ.

## Географические данные
- Общая площадь: 421 км²
- Нахождение: северо-восточная часть Осташковского района
  - Граничит:
    - на северо-западе — с Мошенским СП
    - на севере и востоке — с Фировским районом, Фировским СП и Великооктябрьским СП
    - на юге — с Ждановским СП
    - на юго-западе — с Сорожским СП

Крупные озёра — Глубокое, Серемо, Березовское, Каменное.

Поселение пересекает железная дорога Бологое—Соблаго—Великие Луки.

## Население
По переписи 2010 — 677 человек (548 в Святосельском и 129 в Щучьенском сельском поселении).

## Населенные пункты
В составе Святосельского сельского поселения насчитывается 24 населённых пункта:
| №  | Тип нп  | Название       | Население (2008 год) |
| -- | ------- | -------------- | -------------------- |
| 1  | дер.    | Анушино        | 22                   |
| 2  | дер.    | Белкино        | 8                    |
| 3  | дер.    | Березово       | 27                   |
| 4  | дер.    | Горовастица    | 21                   |
| 5  | ст.     | Горовастица    | 4                    |
| 6  | дер.    | Гринино        | 16                   |
| 7  | дер.    | Дубенка        | 0                    |
| 8  | дер.    | Заозерье       | 3                    |
| 9  | н.п.    | Кордон Слобода | 0                    |
| 10 | дер.    | Котчище        | 20                   |
| 11 | дер.    | Лежнево        | 40                   |
| 12 | дер.    | Лом            | 2                    |
| 13 | дер.    | Лукьяново      | 17                   |
| 14 | дер.    | Междуречье     | 17                   |
| 15 | дер.    | Первое Мая     | 1                    |
| 16 | дер.    | Роги           | 29                   |
| 17 | село    | Святое         | 456                  |
| 18 | дер.    | Семеновщина    | 19                   |
| 19 | дер.    | Сухая Нива     | 16                   |
| 20 | дер.    | Сухлово        | 14                   |
| 21 | дер.    | Черный Дор     | 13                   |
| 22 | ж-д.ст. | Черный Дор     | 21                   |
| 23 | дер.    | Чигориха       | 13                   |
| 24 | дер.    | Щучье          | 78                   |

## История
В XIII—XV вв. территория поселения относилась к Жабненскому погосту Деревской пятины Новгородской земли.
В XV веке присоединена к Московскому государству.
После реформ Петра I территория поселения входила:
- в 1708—1727 гг. в Санкт-Петербургскую (Ингерманляндскую 1708—1710 гг.) губернию, Тверскую провинцию,
- в 1727—1775 гг. в Новгородскую губернию, Тверскую провинцию,
- в 1775—1796 гг. в Тверское наместничество, Осташковский уезд,
- в 1796—1929 гг. в Тверскую губернию, Осташковский уезд,
- в 1929—1935 гг. в Западную область, Осташковский район,
- в 1935—1990 гг. в Калининскую область, Осташковский район,
- с 1990 в Тверскую область, Осташковский район.

В середине XIX-начале XX века деревни поселения относились к Кравотынской и Щучинской волостям Осташковского уезда.